# 衛尉
衛尉（えいい）は、古代中国にあった官職である。宮廷の守備兵を指揮した。

## 秦・前漢
九卿の1つ。秦にあり、前漢にも引きつがれた。宮門を守衛する兵士を管轄した。補佐として丞を有した。
前漢の景帝代の初め（紀元前157年 以降）に中大夫令と改称した。以前には中大夫令と衛尉は秩禄二千石で同格の官職で、このとき両者を統合したと推定される。景帝中元年（紀元前143年）に衛尉に戻した。
属官には以下のものがある。
- 公車司馬令 - 公車司馬丞
- 衛士令 - 衛士丞3人
- 旅賁令 - 旅賁丞
- 屯衛候
- 司馬22官
- 長楽衛尉、建章衛尉、甘泉衛尉：非常設

## 後漢
後漢でも引き続き設置された。定員1人で、秩禄は中二千石。丞1人（比千石）が置かれる。属官には以下のものがある（括弧内は秩禄）。
- 公車司馬令1人（六百） - 公車司馬丞1人、公車司馬尉1人
- 南宮衛士令1人（六百） - 南宮衛士丞1人
- 北宮衛士令1人（六百） - 北宮衛士丞1人
- 左右都候各1人（六百） - 左右都候丞各1人
- 南宮南屯司馬1人（比千石） - 員吏9人、衛士102人：平城門を管轄
- 宮門蒼龍司馬1人（比千石） - 員吏6人、衛士40人：東門を管轄
- 玄武司馬1人（比千石） - 員吏2人、衛士38人：玄武門を管轄
- 北屯司馬1人（比千石） - 員吏2人、衛士38人：北門を管轄
- 北宮朱爵司馬1人（比千石） - 員吏4人、衛士124人：南掖門を管轄
- 東明司馬1人（比千石） - 員吏13人、衛士180人：東門を管轄
- 朔平司馬1人（比千石） - 員吏5人、衛士117人：北門を管轄